# Tadeusz Zaydel
Tadeusz Zaydel (ur. 6 stycznia 1906, zm. 9 kwietnia 1972) – polski narciarz, skoczek, biegacz i żołnierz, olimpijczyk z Sankt Moritz. Wicemistrz Polski w skokach.

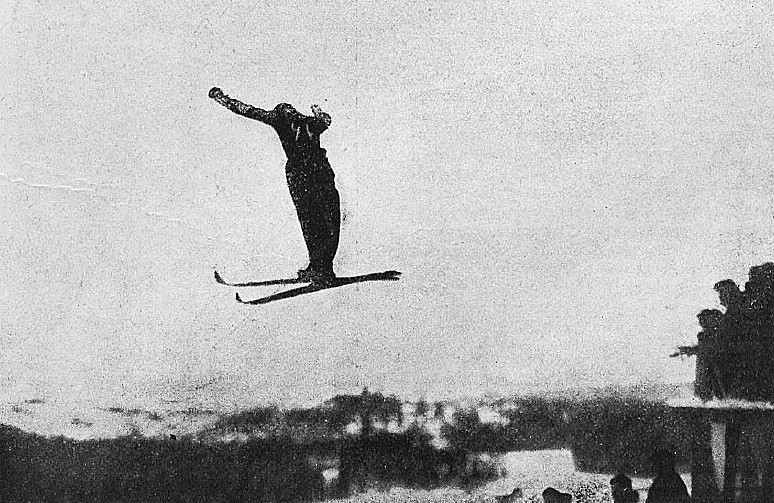
Tadeusz Zaydel bije rekord 40,5 m na Wielkiej Krokwi (1926)

## Kariera
17 grudnia 1922 Zaydel wziął udział w zawodach w Zakopanem, gdzie zwyciężył w biegu juniorów młodszych i zajął drugie miejsce w skokach. Rok później zwyciężył tam w skokach. Reprezentował wówczas barwy SN PTT Zakopane. W 1924 Zaydel uplasował się na drugiej lokacie w zawodach seniorów II klasy, za Władysławem Czechem. W biegach narciarskich seniorów zajął 12. miejsce. Wygrał też skoki w Jaworzynce z notą 15,106 pkt. i został wicemistrzem Polski w skokach.
W 1925 wystartował na zawodach FIS w Jańskich Łaźniach, gdzie był 9. w skokach II klasy, a łącznie 35. 22 marca zwyciężył na otwarcie Krokwi w II klasie seniorów po skokach na 28 m i 25 m. 24 stycznia 1926 wygrał po skokach na 26 m, 31 m i 40,5 m. Ten ostatni skok był rekordem Krokwi. W serii pozakonkursowej osiągnął odległość 49,5 m, lecz zakończył go upadkiem.
Wziął udział w odbywających się 12 lutego 1928 zawodach patrolu wojskowego na Zimowych Igrzyskach Olimpijskich 1928 w Sankt Moritz. Polski patrol pobiegł w składzie: por. Zbigniew Woycicki (komendant patrolu), st. strzelec Władysław Żytkowicz, st. strzelec Władysław Czech i st. strzelec Tadeusz Zaydel. Podczas biegu Zaydel złamał nartę. Założono mu na nią aluminiowy dziób, jednak zawodnik często się wywracał, co spowodowało, że Polska zajęła finalnie 7. pozycję na dziewięć startujących patroli z czasem 4 godziny 33 minuty 45 sekund. Po zakończeniu kariery zajął się malarstwem

## Osiągnięcia

### Igrzyska olimpijskie
| 1928 Sankt Moritz | – | 7. miejsce (w patrolu wojskowym) |

#### Starty T. Zaydela w patrolu wojskowym naigrzyskach olimpijskich– szczegółowo
| Miejsce | Dzień     | Rok  | Miejscowość  | Dyscyplina/konkurencja | Czas           | Strata        | Zwycięzca |
| ------- | --------- | ---- | ------------ | ---------------------- | -------------- | ------------- | --------- |
| 7.      | 12 lutego | 1928 | Sankt Moritz | patrol wojskowy        | 4:33,45,0 pkt. | 0:43,0,0 pkt. | Norwegia  |

### Mistrzostwa świata w narciarstwie klasycznym
| 1925 Jańskie Łaźnie | – | 35. miejsce (w skokach), 82. miejsce (w biegu na 18 km) |

### Sukcesy krajowe
- wicemistrz Polski w skokach: 1924[3]